# 納蒂維達島

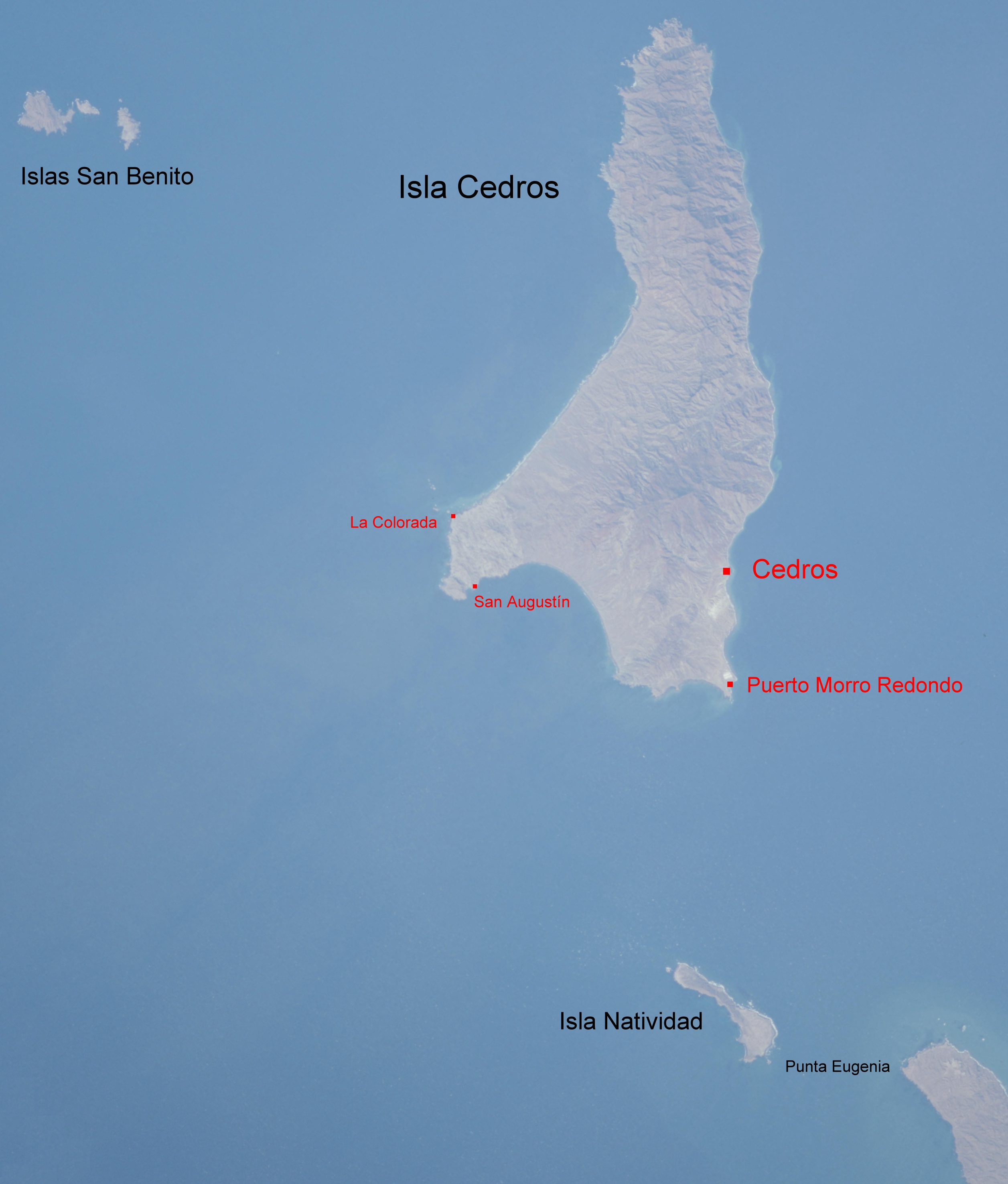

納蒂維達島是墨西哥的島嶼，位於塞德羅斯島以南15公里的太平洋海域，由南下加利福尼亞州負責管轄，長7.1公里、寬2.9公里，面積8.67平方公里，最高點海拔高度150米，2001年人口384。
27°52′33″N 115°11′05″W / 27.87583°N 115.18472°W

## 外部連結
- .   [2017-08-28]. （原始内容存档于2021-04-30） （西班牙语）.